# P-18

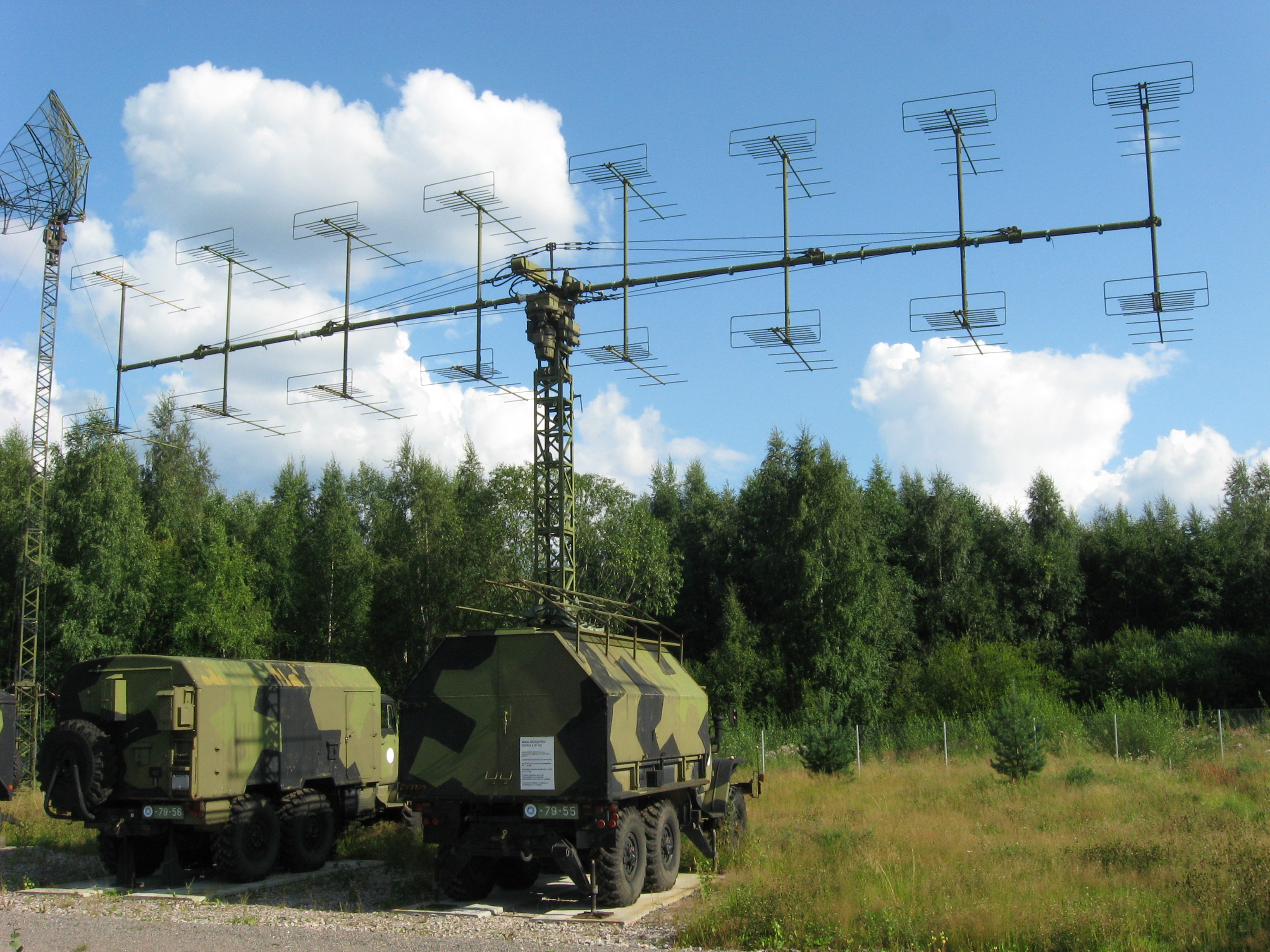
P-18

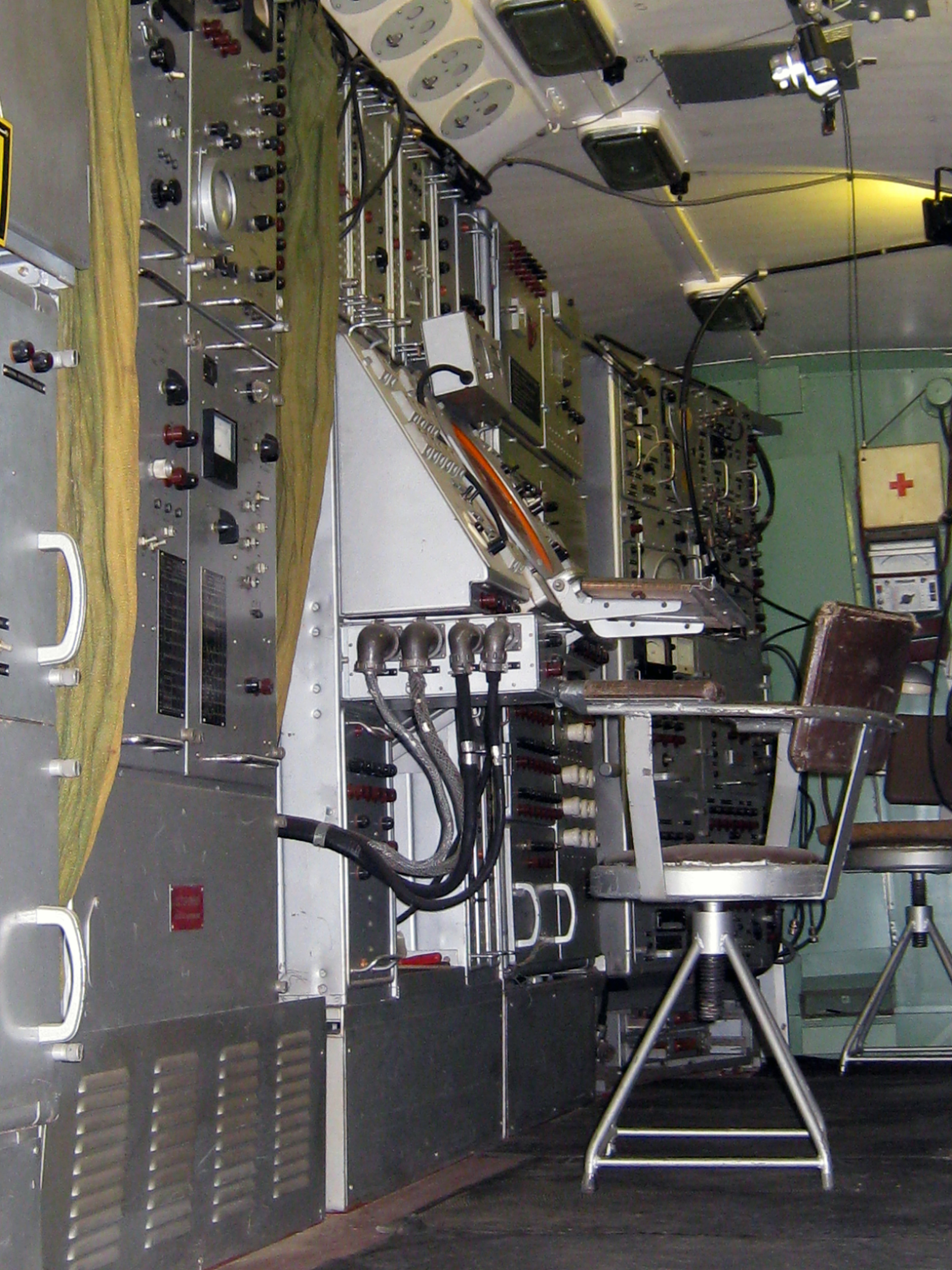
Innenansicht

Die P-18 (russisch П-18 Терек, deutsch P-18 Terek) ist ein in der Sowjetunion entwickeltes 2D-Radargerät. Das 1971 in die Bewaffnung der Sowjetarmee eingeführte System wird zur Aufklärung von Luftzielen und zur Zielzuweisung benutzt. Die Werksbezeichnung lautet 1РЛ131 (Transkription: 1RL131). Der NATO-Codename ist Spoon Rest D.
Die Funktechnischen Truppen der NVA bezeichneten die Funkmessstation mit P-18 oder aus Geheimhaltungsgründen mit 08. Bei der Truppenluftabwehr wurde das System auch als Rundblickstation 18, abgekürzt RBS-18 bezeichnet.

## Entwicklung

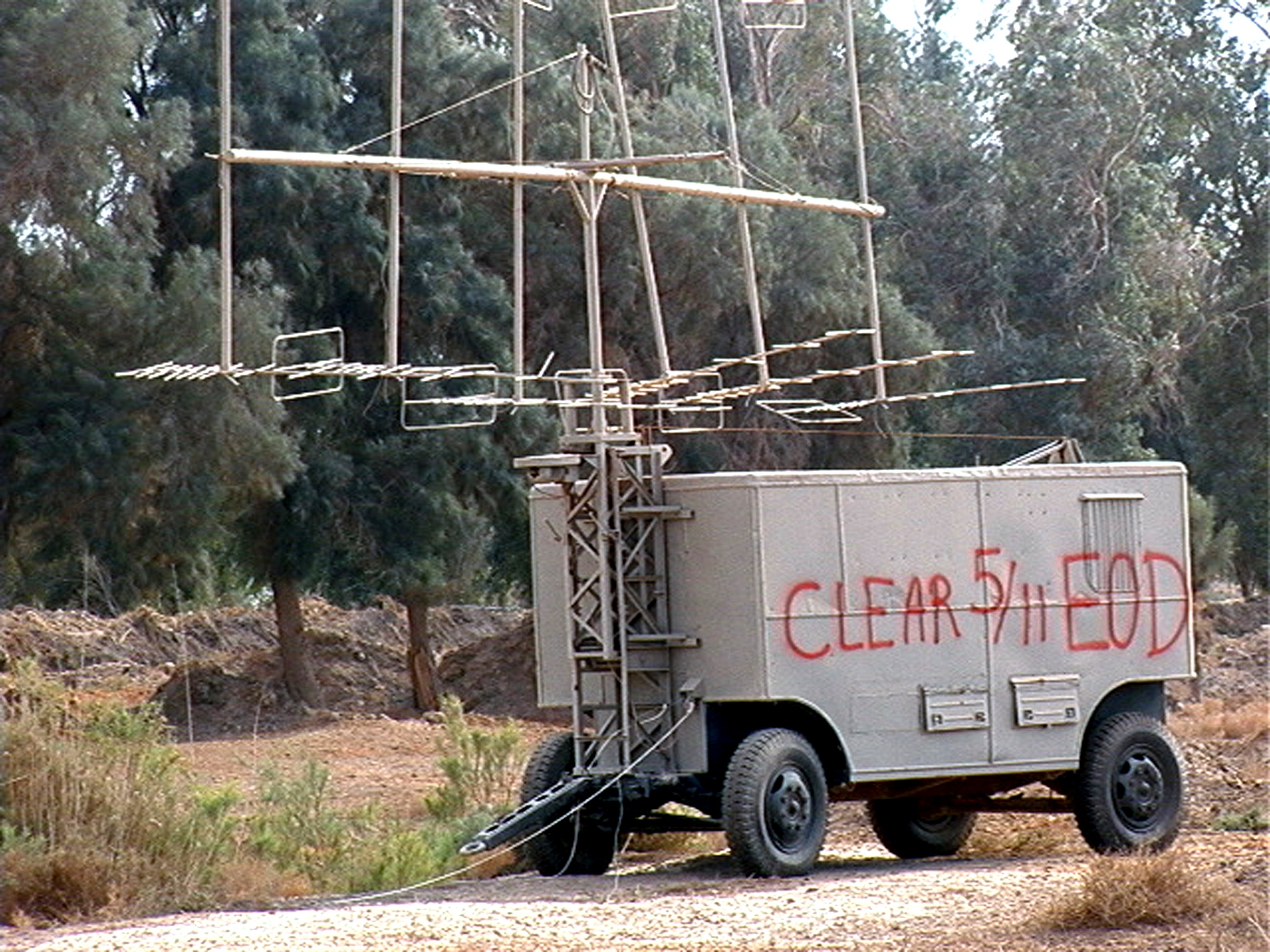
Unmittelbarer Vorgänger war die P-12, hier in der Version auf Anhänger

Die P-18 entstand als Weiterentwicklung der P-12. Ziel der Entwicklung war ein verlegefähiges Radargerät hoher Reichweite, das vorrangig zur Aufklärung des Luftraumes und zur Zielzuweisung für die Flugabwehrraketensysteme der Luftverteidigung vorgesehen war. Für diese Raketensysteme großer Reichweite wurde vor allem eine hohe Aufklärungsreichweite in einem großen Höhenbereich gefordert, während Forderungen nach Genauigkeit, Auflösungsvermögen und hoher taktischer Beweglichkeit in den Hintergrund traten.
Gegenüber dem Vorgänger P-12 sollten Reichweite und Störschutzeigenschaften erhöht werden. Die P-12 geht letztlich auf die von Großbritannien während des Zweiten Weltkrieges im Rahmen des Lend-Lease Act gelieferten British Light Warning Radar AA No 4 Mark II bzw. Mark III zurück. Die 30 gelieferten Geräte wurden in der Sowjetarmee als ORL-4 (ОРЛ-4) bezeichnet. Auf dieser Grundlage entstanden die 1946 eingeführten Radarstationen Most-2 und P-5. Ebenfalls 1946 eingeführt wurde die Radarstation P-3, die auf der sowjetischen Eigenentwicklung RUS-2 beruhte. Aus der P-3 und der P-5 entstand schließlich 1948 die P-8 und um 1950 schließlich die P-10. Zwischen 1954 und 1956 entstand dann schließlich die P-12, die bis Anfang der 1970er Jahre kontinuierlich weiterentwickelt wurde. Alle diese Radargeräte sind Impulsradare, die im VHF-Bereich arbeiten. Der Frequenzbereich bedingte eine relativ große Antennenanlage, die als Gruppenantenne mit einzelnen Yagi-Antennen ausgeführt war. Dies machte den Aufbau kompliziert und langwierig, was zu einer geringen taktischen Beweglichkeit führte. Da die Abmessungen der Antennenanlage jedoch auch nicht beliebig groß gewählt werden konnte, waren die Genauigkeit der Winkelbestimmung und die Auflösung des Seiten- bzw. Höhenwinkels relativ gering.
Gegenüber der P-12 wurde bei der P-18 die Anzahl der Yagi-Elemente von 12 auf 16 erhöht, was zu einem schmaleren Richtdiagramm führte. Besonderes Augenmerk wurde auf die Verbesserung der Störschutzmöglichkeiten gelegt. Die Erfahrungen des Vietnam-, als auch des Sechstagekrieges erforderten in diesem Bereich eine Verbesserung der taktisch-technischen Eigenschaften. Mit der ab 1963 eingeführten Antiradarrakete AGM-45 Shrike waren Radarstationen auf dem Gefechtsfeld einer stärkeren Gefährdung ausgesetzt. Gleichzeitig schränkten die sich schnell entwickelnden Möglichkeiten zur aktiven Störung von Radargeräten deren Einsatzmöglichkeiten immer mehr ein. Durch eine Verbesserung der Störschutzsysteme, aber auch durch die Nutzung von weit auseinander liegenden Wellenbereichen suchten die sowjetischen Konstrukteure die Überlebensfähigkeit auf dem Gefechtsfeld zu erhöhen.

## Konstruktion

### Aufbau der Radarstation
Das System besteht aus

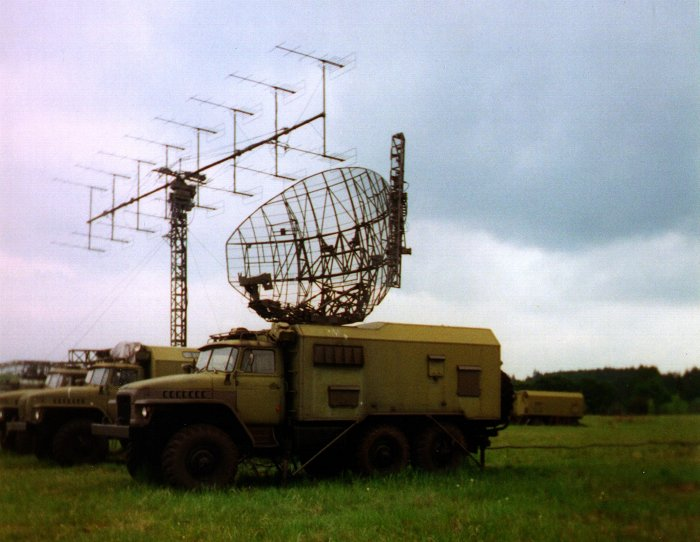
P-18 mit 1L22 des Systems Parol im Vordergrund

- dem Gerätefahrzeug auf Lkw Ural-375D später auf Ural-4320
- dem Antennenfahrzeug AMU auf Ural-375D später auf Ural-4320
- zwei Aggregateanhängern PS-1 und PS-2 mit je einem Elektroaggregat (für die NVA mit GAD-16 und im PS-1 mit einem Schaltschrank zur „unterbrechungslosen Lastübernahme“ ULÜ-M)
- dem Kennungsgerät NRZ-12 später 1L22 (1Л22)

Die Bestandteile des Systems ermöglichen einen weitgehend autonomen Einsatz sowie die Prüfung, Wartung und Instandsetzung unter feldmäßigen Bedingungen.

### Grundsätzliches Zusammenwirken der Elemente des Waffensystems
Auf dem Antennenfahrzeug ist die Antennenanlage verlastet. Das Gerätefahrzeug nimmt im Koffer die wesentlichen elektronischen Baugruppen des Systems auf. Hier befinden sich ebenfalls die Arbeitsplätze der zur Bedienung des Systems eingesetzten Soldaten. Antennen- und Gerätefahrzeug sowie die Aggregateanhänger werden nach Aufbau der Station miteinander verkabelt. Auf den Aggregateanhängern befinden sich je ein Elektroaggregat, Ersatzteile, Werkzeug und Zubehör sowie die zur Verkabelung der Station notwendigen Kabelsätze. Zum Aufbau des Systems wird eine Zeit von 50 Minuten benötigt, dazu kommt noch einmal 3,0 Minuten zum Einschalten des Systems. Diese Zeit ist durch das notwendige Vorwärmen der elektronischen Baugruppen bedingt. Für das Herstellen der Marschlage, also dem Abbau der Station, wird eine Zeit von 45 min benötigt.
Aufgeklärte Luftziele werden auf einem Rundsichtgerät dargestellt. Die Bedienung des Systems kann auch von außerhalb des Gerätefahrzeuges erfolgen. Dazu wird das Tochtersichtgerät benutzt, welches in einer Entfernung von bis zu 300 m von der Funkmessstation entfaltet werden kann. Entgegen den Möglichkeiten der P-12 kann mit der P-18 die Höhe des aufgeklärten Luftzieles nicht mehr ermittelt werden. Zur Bestimmung der Höhe (des Flugzieles) muss diese Funkmessstation also mit sogenannten Höhenfindern, wie dem PRW-9 oder dem PRW-16, gekoppelt werden. Die aufgeklärten Luftziele werden mit Hilfe des integrierten Kennungsgerätes identifiziert. Auf den Sichtgeräten der P-18 können auch Zieldaten anderer Radarstationen angezeigt werden, ebenso ist die Übertragung von mit Hilfe der P-18 ermittelten Zieldaten an andere Radarstationen möglich. Dazu werden die Umdrehungen der Antennen und die Impulsfolgen der Sender über eine Koppelapparatur („Schkaf 5“) synchronisiert.
Um die Störfestigkeit und die Aufklärungsreichweite zu erhöhen, wird die P-18 im Regelfall zusammen mit anderen Radarstationen genutzt. Eingesetzt werden regelmäßig die im Dezimeterwellenbereich arbeitende P-15 oder P-19 sowie die P-40. Hinzu kommt: der von der P-18 genutzte Frequenzbereich erleichtert dabei auch eine Aufklärung von Luftzielen mit Stealth-Eigenschaften und: Anti-Radarraketen sind für diesen Frequenzbereich bisher nicht verfügbar.
Die Bedienung (in der NVA) besteht aus insgesamt sieben Soldaten. Damit ist ein Betrieb im Schichtdienst möglich, da zur Bedienung der Station nur vier Soldaten gleichzeitig benötigt werden.

### Trägerfahrzeug, Kabine und Stromversorgung
Als Trägerfahrzeug kommt der geländegängige Lkw Ural-375D (später Ural-4320) zum Einsatz. Das System kann sowohl auf Straßen als auch im Gelände verlegt werden. Aufgrund des schweren Aufbaus mit hohem Schwerpunkt und der empfindlichen elektronischen Baugruppen darf jedoch eine Höchstgeschwindigkeit von 10 km/h im Gelände nicht überschritten werden.
Sowohl für das Geräte- als auch das Antennenfahrzeug werden eine Länge von 8,4 m bei einer Breite von 2,7 m und eine Höhe (in Marschlage) von 3,4 m angegeben. Das Gesamtgewicht liegt je Fahrzeug bei 13 t. Im Koffer des Gerätefahrzeuges befinden sich die elektronischen Baugruppen, die Fernmeldeeinrichtungen sowie die Arbeitsplätze der Bedienung. Die Heiz- und Lüftungsanlage OW-65 ermöglicht die Wärmezufuhr und Belüftung des Koffers auch im Stand unabhängig vom Betrieb des Fahrmotors. Zum Schutz vor radioaktiv, chemisch und biologisch (bakteriologisch) verseuchter Außenluft ist in späteren Versionen der Koffer mit der Filterventilationsanlage FWUA-100 ausgestattet. Dazu wird der Koffer unter Überdruck gesetzt und die angesaugte Luft gefiltert. Der Betrieb der Anlage ist während der Fahrt und im Stand möglich, zum Auf- und Abbau des Radarsystems muss der Koffer jedoch verlassen werden.
Eine eigenständige Navigationsanlage ist nicht vorgesehen. Zur genauen Positionsbestimmung muss die Einsatz-Stellung mittels eines mitgelieferten Richtkreises unter Zuhilfenahme bekannter und vermessener Geländepunkte eingemessen werden.
Die Leistungsaufnahme des gesamten Systems liegt bei ungefähr 10 kW. Zur Stromversorgung dienen dabei die zwei auf den Aggregateanhängern installierten Elektroaggregate, die eine Dreiphasenwechselspannung mit einer Netzfrequenz von 50 Hz und einer Spannung von 230 Volt (!) bereitstellen. Dabei kann jedes Aggregat bis zu 16 kW erzeugen. In der NVA-Version treibt ein Dieselmotor 4NVD 12,5 SRL einen Generator DCBS-20-4/Z an. In den Anhängern der Station befanden sich weiterhin die für die Wartung und feldmäßige Instandsetzung benötigten Ersatzteile, Werkzeug und Zubehör. Die Kabelsätze wurden auf dem Dach der Anhänger verlastet. Bei den Anhängern K.700 handelt es sich um Zweiachsanhänger mit Achsschenkellenkung. Die gewählte Art der Lenkung erwies sich insbesondere bei hohen Marschgeschwindigkeiten als (sehr) problematisch.

### Antennenanlage
Als Antenne kommt wie schon bei den Vorgängertypen eine Gruppenantenne zum Einsatz, die aus in zwei Reihen angeordneten Yagi-Antennen besteht. Gegenüber dem unmittelbaren Vorgänger P-12 wurde die Anzahl der Yagi-Antennen von 12 auf 16 erhöht, was die Auflösung im Seitenwinkel verbesserte. Jede Yagiantenne besitzt einen Reflektor und vier Direktoren. Die Antennenanlage ist auf einem Gittermast montiert. Der Antennenmast kann durch den Einsatz von Zwischensegmenten auf bis zu 11 m erhöht werden. Im Betrieb dreht sich der Mastkopf mit 0–10/min in der horizontalen Ebene, zur Anpassung des Richtdiagramms kann die Antennenanlage um einen Winkel von −5° bis +15° in der vertikalen Ebene geschwenkt werden. Aufgrund der Richtcharakteristik der Antenne können Luftziele mit einer Flughöhe bis zu 30 km aufgeklärt werden. Eine Höhendarstellung wie bei der P-12 ist allerdings nicht mehr vorgesehen, da heute wesentlich genauere Höhenmesser (z. B. PRW-16) zum Einsatz kommen.
Der tote Trichter hatte einen Winkel von ca. 42°. In diesem Bereich um die vertikale Achse können Luftziele nicht oder zumindest nur sehr ungenau aufgeklärt werden.
Der Antennenantrieb besteht aus einem über einen durch Magnetverstärker und einem sogenannten elektromotorischen Verstärker (EMV) gesteuerten Servomotor. Über im Mastkopf angebrachte Drehmelder ist ein synchrones Drehen mit anderen Radargeräten möglich. Praktiziert wird diese synchrone Arbeit mit fremden Radargeräten des Weiteren über eine Koppelapparatur, die auch die Sender synchronisierte, so dass eine gemeinsame Darstellung der analogen Zielzeichen auf einem PPI-Rundsichtgerät möglich ist.
Die Antennenanlage bestimmt die Genauigkeit der Bestimmung des Seitenwinkels und das Auflösungsvermögen. Der Seitenwinkel konnte mit einer Genauigkeit von 1,5° bestimmt werden, die Auflösung lag bei 6-8°. Dies bedeutet praktisch, dass alle Luftziele, die sich in annähernd gleicher Entfernung in einem jeweils 8° breiten Sektor befanden, auf den Sichtgeräten als ein Luftziel dargestellt wurden.

### Radargerät

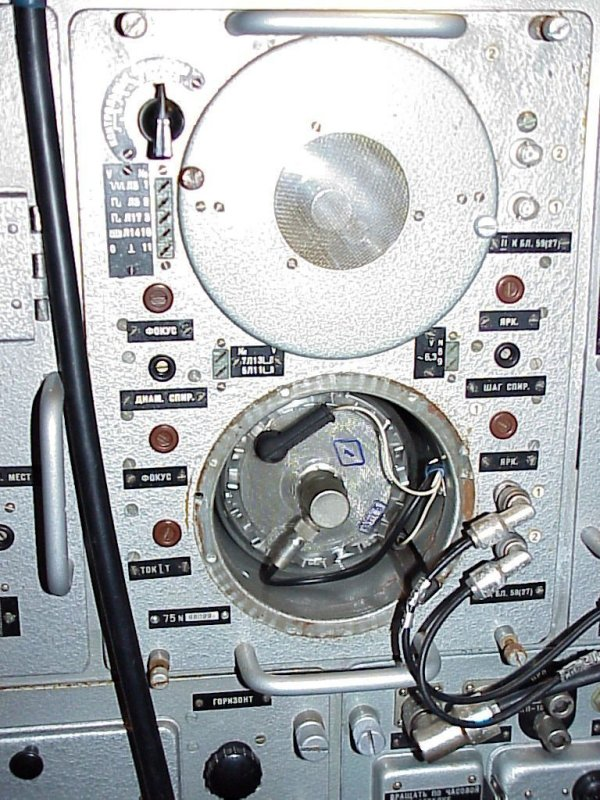
SBZ der P-18. Zu erkennen sind die beiden Potenzialspeicherröhren, bei der unteren Röhre ist die Abdeckung abgenommen

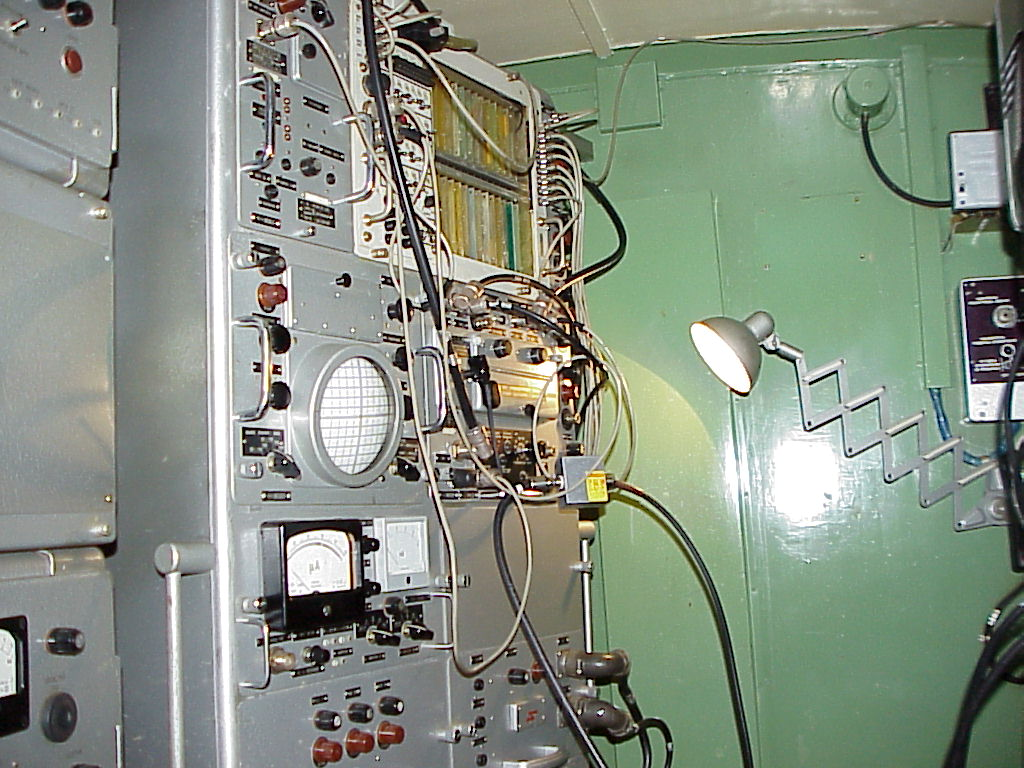
Empfängerschrank mit dem A-scope, dem Empfänger daneben. Das ursprüngliche System zur Selektion beweglicher Ziele wurde hier durch eine digital arbeitende Ausführung ersetzt (obere Reihe der Blöcke rechts)

Der Aufbau des Sende- und Empfangsteils blieb im Vergleich zum Vorgängermodell P-12 größtenteils zunächst unverändert. Im Sender verwendet man einen Topfkreis mit einer Scheibentriode vom Typ GI-19B als aktives Bauelement. Die ungefähr 2 m lange Röhre des Topfkreises nimmt fast die gesamte rechte Seite im Koffer des Gerätefahrzeuges ein. Der Sender ist durchstimmbar, jedoch können im aktiven Betrieb nur vier Festfrequenzen gerastet werden. Der Sender arbeitet im Frequenzbereich von 150 bis 170 MHz und sendet 6 µs lange Impulse mit einer Impulsleistung von 160 bis 260 kW aus. Die automatische Frequenznachstimmung passt die Sendefrequenz der konstanten Empfangsfrequenz an. Zur Erhöhung des Schutzes gegen bestimmte Arten aktiver Funkmessstörungen kann die Impulsfolgefrequenz im Bereich von 200 bis 360 Hz gewobbelt werden.
Der mit Röhren aufgebaute Empfänger der P-12 wurde wieder verwendet, jedoch wird hier eine transistorierte HF-Stufe vorgeschaltet. Durch die erhöhte Empfindlichkeit des Empfängers und durch die Vergrößerung des Antennengewinns durch Erhöhung der Anzahl der Yagi-Elemente von 12 auf 16 konnte die Reichweite des Systems im Vergleich zum Vorgänger gesteigert werden. Sie liegt bei maximal 360 km und wird durch die installierte Radarreichweite begrenzt. Wie bei allen Radargeräten hängt die tatsächliche Aufklärungsreichweite jedoch von der effektiven Radarrückstrahlfläche, der Flughöhe des Luftzieles und vom umgebenden Gelände ab. Bei einer Nennleistung von 80 % und einer Radarrückstrahlfläche von 1 m² kann ein Luftziel in 50 m Höhe auf eine Entfernung von 20 km aufgeklärt werden, bei einer Flughöhe von 30.000 m bis auf eine Entfernung von 250 km. Vorteilhaft auf die Reichweite wirkt sich die Tatsache aus, dass die Station im Meterwellenbereich arbeitet. Da in diesem Wellenbereich elektromagnetische Wellen durch die Erdoberfläche stärker gebeugt werden, ergibt sich im Vergleich zu Radargeräten mit ähnlicher Leistungscharakteristik, die im dm- und cm-Wellenbereich arbeiten, eine Steigerung der Reichweite um 5 bis 10 %. Ein weiterer Vorteil der Nutzung von Meterwellen ist die Möglichkeit zur besseren Ortung von Stealth-Flugzeugen. Die zur Tarnung dieser Flugzeuge genutzten Techniken hängen in ihrer Wirksamkeit von der Wellenlänge der zur Ortung eingesetzten elektromagnetischen Strahlung ab. So können im Meterwellenbereich bekannte radarabsorbierende Materialien nicht in der notwendigen Schichtdicke aufgetragen werden, eine wirksame Formgebung ist nur mit erheblichem Aufwand und Kompromissen möglich.
Zum Schutz vor passiven Störungen und Festzielen ist ein System zur Selektion beweglicher Ziele (SBZ) vorhanden, das mit Potenzialspeicherröhren arbeitet. Bemerkenswert ist die aufwändige Windkompensation, die im frei einstellbaren Entfernungsbereich arbeitet und so den Störschutz verbessert. Auch dieses System wurde zunächst unverändert aus der P-12 übernommen. In späteren Modifikationen wurden im SBZ schnelle Feldeffekttransistoren eingesetzt, so dass die P-18 dadurch vollständig fernbedienbar wurde.
Der Hersteller modifizierte das System zur Selektion beweglicher Ziele später nochmals. Spätere Versionen der P-18 erhielten ein digitales SBZ; diese Modifikationen kamen jedoch in der NVA der DDR nicht mehr zum Einsatz. Das digitale SBZ wurde auch zur Nachrüstung angeboten. Die bei der ungarischen Volksarmee genutzten P-18 erhielten darüber hinaus ein vollständig digitalisiertes Empfangsteil aus einheimischer Produktion.
Die Luftlage wird auf dem Rundsichtgerät im Kofferaufbau oder dem Tochtersichtgerät dargestellt. Dabei wird das Lagebild, je nach Umdrehungsgeschwindigkeit der Antenne, also bis zu alle sechs Sekunden, erneuert.
Das Hauptsichtgerät ist an der Stirnseite des Gerätekoffers installiert. Das Tochtersichtgerät hat seinen Platz auf der linken Seite neben dem NRZ-12-Gräteschrank. (In späteren Versionen sind beide Sichtgeräte auf der linken Seite eingebaut.)
Das Tochtersichtgerät kann bis zu 300 m abgesetzt betrieben werden, in späteren Versionen kann die Station vom Tochtersichtgerät aus komplett ferngesteuert werden.
Auf beiden Sichtgeräten wird das Ergebnis der Kennungsabfrage dargestellt. Ursprünglich wurde die P-18 mit dem System Kremnij-2 eingesetzt, die entsprechende Ausrüstung befand sich in einem Geräteschrank auf der linken Seite des Kofferaufbaus. Mit diesem System kann nur die Zugehörigkeit des Luftfahrzeuges zu den eigenen Kräften angezeigt werden. Ab 1979 stand das System Parol als Sekundärradargerät zur Verfügung. (Es wurde jedoch nicht in alle vorhandenen P-18 eingerüstet.) Im Vergleich zum Vorgänger ist neben der eigentlichen Identifizierung (Freund oder Feind) und deren Darstellung auf den Sichtgeräten auch die Abfrage und Darstellung zusätzlicher Informationen wie Flugnummer, Höhe des Flugzeuges über Grund und der Treibstoffrest (in Prozent), falls das Luftfahrzeug mit dem entsprechenden System (Transponder) ausgerüstet ist. Genutzt wird die Ausführung NRZ-4P (1L22), die auf einem Lkw Ural-4320 verlastet ist.

### Modifikationen
Die P-18 wurde ab den späten 80er Jahren zur Version P-18M modernisiert. Gegenwärtig wird die P-18-2 (1-RL-131-2) angeboten, die sich, wie bereits beschrieben, durch eine weitgehende Digitalisierung der Empfangsteils und der Darstellung auszeichnet.

## Einsatz

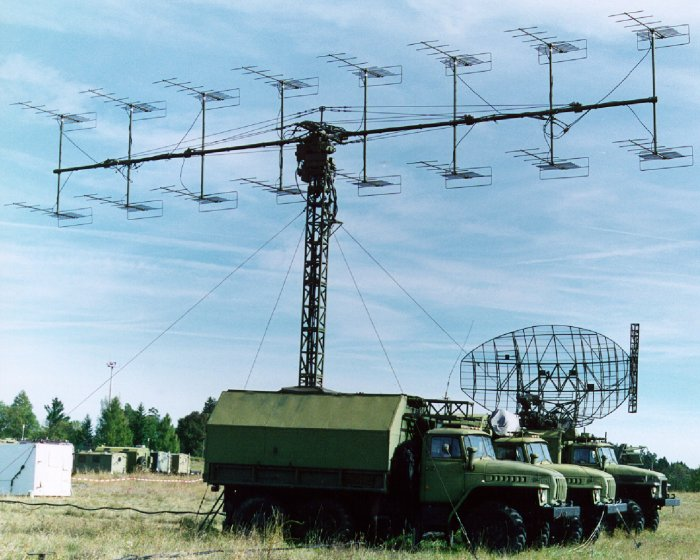
Feldstellung einer P-18 mit Sekundärradar „Parol“

### Einsatzgrundsätze
Die P-18 war ursprünglich für den Einsatz bei den Truppen der Luftstreitkräfte und der Luftverteidigung vorgesehen. Hier wurde und wird sie allgemein zur Aufklärung des Luftraumes und Darstellung des Luftlagebildes genutzt. Ein weiterer Einsatzbereich ist die Ermittlung der Zieldaten und ihre Weitergabe an verschiedene, stationäre und verlegefähige Fla-Raketensysteme der Luftverteidigung. In dieser Rolle löste sie weitgehend ihre Vorgänger P-8 und P-12 ab. Bei den fliegenden Verbänden der Luftstreitkräfte wurde sie zum Heranführen von Jagdflugzeugen an gegnerische Flugzeuge genutzt. Dabei kann die P-18 abgesetzt vom Tochtersichtgerät im entsprechenden Führungspunkt (z. B. der GDFL) betrieben werden. [Es ist auch eine Einspeisung der Sichtgerätedaten (Azimut, Entfernung, Echos, Kennung) ohne die Koppelapparatur „Schkaf 5“ auf das System WISP-75 (bei den LSK/LV der NVA: WISP-75T) in der GDFL möglich. (In dieser Entfaltungsvariante besteht allerdings nur eingeschränkte Fernbedienungsfähigkeit.)]
Für den Einsatz bei den mobilen Verbänden der Truppenluftabwehr ist die P-18 aufgrund der hohen Auf- und Abrüstzeiten wenig geeignet. Dennoch wurde und wird sie auch hier eingesetzt. Insbesondere die Auswertung der Nahostkriege hatte die Anfälligkeit von Radarsystemen gegenüber aktiven und passiven Radarstörungen sowie Anti-Radarraketen gezeigt. Der Einsatz von Radarstationen, die in unterschiedlichen Wellenbereichen arbeiten, ist hier vorteilhaft, da diese Radarstationen vom Gegner gleichzeitig nicht oder nur mit hohem Aufwand gestört werden können. Außerdem sind für den Meterwellenbereich keine Anti-Radarraketen verfügbar. Vorteilhaft war auch die Tatsache, dass mit der P-18 Luftziele in Entfernungs- und Höhenbereichen aufgeklärt werden können, die von der P-15 bzw. P-19 nicht abgedeckt werden. In den Einheiten und Verbänden der Truppenluftabwehr wurde und wird die P-18 im Regelfall zusammen mit der P-15 bzw. deren Nachfolger P-19 betrieben. Ergänzt wird diese Konfiguration durch einen Höhenfinder PRW-9 bzw. PRW-16, der die Informationen über die Flughöhe liefert. Mit dem Einsatz hochmobiler Fla-Raketensysteme wie der 9K33 Osa, die ein Schießen aus dem kurzen Halt erlaubten, genügte die P-18 jedoch nicht mehr den gestiegenen Anforderungen an die Mobilität und wurde wieder aus den Einheiten der Truppenluftabwehr herausgelöst.

### Einsatzstaaten

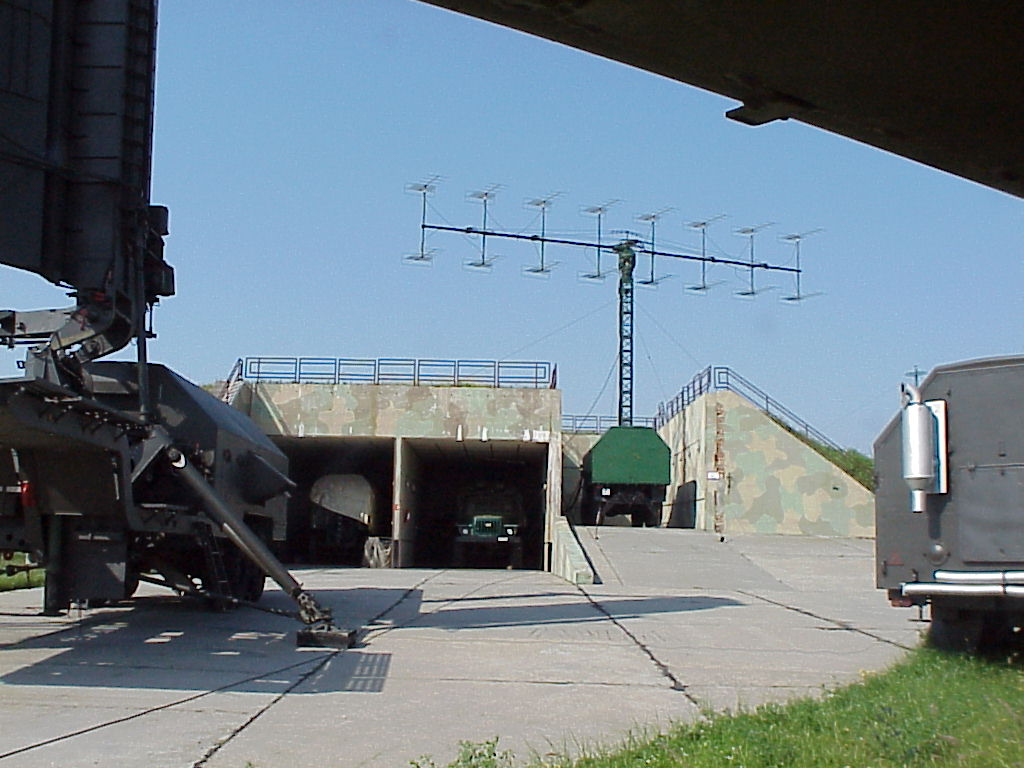
Stellung einer P-18, hier bei den ungarischen Streitkräften

Die P-18 wurde 1971 in der Sowjetarmee eingeführt. Das System wurde in zahlreiche Länder exportiert und befindet sich dort noch teilweise im Einsatz.
Während der NATO-Luftangriffe im Kosovokrieg auf Ziele in Jugoslawien (Operation Allied Force) gelang es dem 3. Bataillon der serbischen Raketen-Brigade 250, ausgerüstet mit einem P-18-Radar und SA-3-Goa-Raketenstationen, am 27. März 1999 eine F-117A mit der Kennung 82-0806 abzuschießen. Der Pilot konnte sich mit dem Fallschirm retten.

### Einsatz in der NVA
In der Nationalen Volksarmee der DDR wurde die P-18 ab den 70er Jahren sowohl bei den Truppen der Luftstreitkräfte/Luftverteidigung (LSK/LV) als auch der Truppenluftabwehr eingesetzt. Bei der TLA wurde die P-18 als Rundblickstation 18 bzw. abgekürzt als RBS-18 bezeichnet.
Die Luftverteidigung nutzte die P-18 als Luftaufklärungs- und Zielzuweisungsradar für das Fla-Raketensystem S-75 Wolchow. Hier löste sie die P-12 in dieser Rolle ab.
Die Funktechnischen Bataillone und Kompanien der LSK/LV setzten ebenfalls die P-18 ein. Ihnen oblag die ununterbrochene Aufklärung des Luftraumes. Je nach Lage und Auftrag wurde den Funktechnischen Bataillonen eine unterschiedliche Anzahl von P-18 zugewiesen, dabei verfügte jedoch jede Funktechnische Kompanie über mindestens eine, maximal über vier P-18.
Mit der Einführung des Fla-Raketensystems 2K12 Kub und der Umwandlung der Flak-Abteilungen der Panzer- und motorisierten Schützendivisionen der Landstreitkräfte der DDR begann ab 1976 der Einsatz der RBS-18 bei der Truppenluftabwehr. So erhielten die Führungsbatterien der Fla-Raketenregimenter der 1., 4., 8. und 11. motorisierte Schützendivision sowie der 7. und 9. Panzerdivision jeweils eine RBS-18. Mit der Einführung des Fla-Raketensystems 9K33 Osa wurde die RBS-18 aus den Führungsbatterien der Fla-Raketenregimenter 8 und 11 herausgelöst und dort durch eine zweite RBS-19 ersetzt. Die Funktechnische Bataillone der Militärbezirke 3 und 5 nutzen die RBS-19 ebenfalls. Je Bataillon erhielten zwei Funktechnische Kompanien jeweils eine RBS-19.

### Verbleib
Insgesamt verfügte die NVA über ungefähr fünfzig Funkmessstationen P-18. Nach bisherigen Erkenntnissen nutzte die NVA die Ausführung 1RL131-1, über die Einführung modernisierter Varianten liegen keine Erkenntnisse vor.
Bisher konnte der Verbleib von drei P-18 nachgewiesen werden:
1.	Schweizerisches Militärmuseum Full (wobei es sich wahrscheinlich um die P-18 aus dem Musée de l´Abri de Hatten (Frankreich) handeln dürfte),
2.	Wehrtechnische Dienststelle 81 (WTD 81) in Greding (eingelagert),
3.	Militärhistorisches Museum der Bundeswehr am Flugplatz Berlin-Gatow (teilweise ausgestellt).
Alle drei Stationen werden zusammen mit dem System 1L22 „Parol“ (NATO: „Dog tail“) gelagert bzw. ausgestellt.
Über den Verbleib der restlichen Anlagen nach der Auflösung der NVA 1990 existieren derzeit keine gesicherten Erkenntnisse. Bekannt ist jedoch, dass die sensitiven Anteile der Sekundärradargeräte des Systems „Parol“ an die Sowjetarmee übergeben und in die UdSSR zurückgeführt wurden.

## Taktisch-Technische Daten
| Technische Daten P-18 „Spoon Rest- D“ | Technische Daten P-18 „Spoon Rest- D“ |
| ------------------------------------- | ------------------------------------- |
| Frequenzbereich                       | 150–170 MHz                           |
| Pulswiederholzeit                     | 2,77 ms                               |
| Pulswiederholfrequenz                 | 360 Hz                                |
| Sendezeit (PW)                        | 6 µs                                  |
| Empfangszeit                          | 2,4 ms                                |
| Totzeit                               | 377 µs                                |
| Pulsleistung                          | 160–260 kW                            |
| Durchschnittsleistung                 | bis 540 W                             |
| angezeigte Entfernung                 | bis 360 km                            |
| Entfernungsauflösung                  | 900 m                                 |
| Öffnungswinkel                        | 6°                                    |
| Trefferzahl                           | > 15                                  |
| Antennenumlaufzeit                    | ≥ 6 s (stetig regelbar)               |